# Janis Joplin's Greatest Hits
Janis Joplin's Greatest Hits es un álbum recopilatorio de 1973 que contiene grandes éxitos de la cantante y compositora estadounidense Janis Joplin, que murió en 1970. El álbum cuenta con la versión de estudio de «Me and Bobby McGee», ausente en la mayoría de las compilaciones de Joplin. También cuenta con versiones en vivo de «Down On Me» y «Ball and Chain» que se incluyeron en el álbum del año anterior, In Concert.

## Lista de canciones
| N.º | Título | Escritor(es) | Duración |  |

| Bonus Track del relanzamiento de 1999 |        |          |  |
| N.º                                   | Título | Duración |  |

- Datos: Q6154634